# Eichhofen (Markt Indersdorf)
Eichhofen ist ein Gemeindeteil von Markt Indersdorf im oberbayerischen Landkreis Dachau.

## Geographie
Das Dorf liegt circa viereinhalb Kilometer nordwestlich vom Zentrum Markt Indersdorfs am westlichen Talhang zum Eichhofner Bach und ist über die Kreisstraße DAH 2 zu erreichen.
Die Gemarkung Eichhofen hat eine Fläche von etwa 811 Hektar und liegt vollständig auf dem Gemeindegebiet von Markt Indersdorf. Auf ihr liegen die Markt Indersdorfer Gemeindeteile Aberl, Arnzell, Brand, Eichhofen, Riedhof, Tiefenlachen und Weil. Die Bevölkerungsdichte lag 1987 bei etwa 24 Einwohnern/km².

## Geschichte
Der Ort wurde im 12. Jahrhundert als „Euchenhofen“ erstmals genannt. Am 1. April 1971 wurde die Gemeinde Eichhofen mit einer Fläche von etwa 810 Hektar und bestehend aus den sieben Gemeindeteilen Eichhofen, Aberl, Arnzell, Brand, Riedhof, Tiefenlachen und Weil in den Markt Indersdorf eingemeindet.